# Truncala hirsuta
Truncala hirsuta är en insektsart som beskrevs av Woodward 1953. Truncala hirsuta ingår i släktet Truncala och familjen Rhyparochromidae. Inga underarter finns listade i Catalogue of Life.